# Weichtungen
Weichtungen ist ein Gemeindeteil des Marktes Maßbach im unterfränkischen Landkreis Bad Kissingen in Bayern.

## Geographische Lage
Das Kirchdorf Weichtungen liegt nördlich von Maßbach am Weichtunger Ransbach, der bei Theinfeld entspringt und bei Poppenlauer in die Lauer mündet. Die durch den Ort verlaufende Kreisstraße KG 2 führt nordwärts nach Wermerichshausen, einem Gemeindeteil von Münnerstadt, und südwärts nach Maßbach. Westwärts ist der Ort mit Poppenlauer und südostwärts mit Thundorf in Unterfranken verbunden. Westlich von Weichtungen verlaufen in Nord-Süd-Richtung die A 7 und die Staatsstraße 2281 und östlich des Ortes, ebenfalls in Nord-Süd-Richtung, die Staatsstraße 2280.
Die Hauptstraße heißt Rosenallee.

## Geschichte
Am 25. September 825 schenkte und übergab „Orintil“ vom Gut „Uithtungun“ im Grabfeldgau für sein und das Seelenheil seiner Gattin Francswinde dem Kloster Fulda ein Grundstück mit angrenzenden zwei Huben, Weideflächen „und alles, was dazugehört.“ Der Name, der in anderen Urkunden „Wichtunge, Withungen, Wythunen“ geschrieben wird, könnte sich so deuten lassen: Siedler, die die Gefahrenstelle gemieden haben oder vor ihr zurückgewichen sind. Die Nachsilbe -ungen ist typisch für die Zeit der Landnahme der Franken, die durch ihre Wanderung vom heutigen Frankreich aus den Thüringern das Gebiet streitig machten (siehe Artikel zur Nachsilbe).
Anfang des 18. Jahrhunderts entstand die örtliche St.-Josefs-Kirche. Am 1. Januar 1972 wurde Weichtungen nach Maßbach eingemeindet.

## Baudenkmäler
- Rathaus (Weichtungen)

## Persönlichkeiten
- Lucius (Konrad) Roth (* 19. Februar 1890 in Weichtungen; † 3. Oktober 1950 im Gefängnis Pjöngjang, Nordkorea), Missionsbenediktiner, Märtyrer von Tokwon [3]